# Lymire melanocephala
Lymire melanocephala är en fjärilsart som beskrevs av Walker 1854. Lymire melanocephala ingår i släktet Lymire och familjen björnspinnare. Inga underarter finns listade i Catalogue of Life.